# 卡拉索新镇
卡拉索新镇，是西班牙卡斯蒂利亚-莱昂布尔戈斯省的一个市镇。总面积7平方公里，总人口28人（2001年），人口密度4人/平方公里。